# アリアンロッド2E・リプレイ・キャプテンRED
『アリアンロッド2E・リプレイ・キャプテンRED』は、FEARによる『アリアンロッドRPG 2E』のリプレイシリーズ。
ゲームマスター（GM）・リプレイ執筆は田中天。イラストレーターは輝竜司。

## 概要
『アリアンロッド・リプレイ・セカンドウィンド』『アリアンロッド・サガ・リプレイ・ゲッタウェイ』に続く、純然たる『アリアンロッドRPG 2E』環境下でのリプレイシリーズ第3弾であり、これまで『アリアンロッド』では取り上げられていなかった海洋冒険物となっている。また、初めてシリーズタイトルにゲームシステム名である『2E』、登場人物の名前がそれぞれ冠されたリプレイシリーズでもある。
GMの田中天は『2E』ルールブックのディベロップメントに関わっているが、公式リプレイ参加はルール第1版時代も含め初めてであり、プレイヤーも『アリアンロッド・サガ・リプレイ・アクロス』のダイン役だった遠藤卓司以外は『アリアンロッド』公式リプレイ初登場である。
サプリメント『ディスカバリーガイド』製作に向けたパイロット作品であるとともに、「読み物」としての位置付けにウェイトが置かれており、導入部やシナリオハンドアウトの提示は特殊なものとなっている。
パーティの出発地はエリンディル西方であるものの、シリーズ開始時点では『2E』に完全対応していないエリンディル東方や、『ディスカバリーガイド』で公開されたマジェラニカ大陸の一部を舞台に組み込んでいる。

## あらすじ
エリンディル西方、鱈の海に浮かぶ孤島・セリィ島。伝説の大海賊キャプテン・ルビィの一人娘ラクレは、その出自が災いし、島の住民から遠ざけられて過ごしていた。いつか、母のように海に出たい。しかし、島を出る勇気も、目的も、仲間すら自分にはいない。一生、この島で孤独に生きていく。そう思っていた―彼女が、島に漂着した一人の男を助けるまでは。
その男の名はリチャード・エリック・ダイアモンズ。頭文字を取って「キャプテンRED」と呼ばれる、名うての船乗りだった。

## 登場人物

### ギルド「RED海賊団」
ギルドマスターはRED。神殿より冒険者の認可を得ているが、航海にかかる費用の関係でトルバイン商会のスポンサードを受けており、RED海賊団とトルバイン商会やヴァンスター政府・軍とで利益相反が生じることがある。プレイヤーキャラクター（PC）の総合レベルは8から開始されている。
キャプテンRED（遠藤卓司）
ヒューリンのシーフ⇒エクスプローラー/バイキング。28歳。神聖ヴァンスター帝国のフィンジアス島と大陸側領土を貫く海峡に位置する孤島の街ドゥルガーラを拠点とする商船団兼冒険者ギルド兼海賊「RED海賊団」のキャプテン（船長）。
「RED」とは本名を略した通称で、フルネームはリチャード・エリック・ダイアモンズ。もとは孤児だったが、8歳の時にルビィに拾われ、彼女の下で鍛えられた。やがて自立し、自身の船団を立てて冒険と戦闘を重ねる一方、海商としても実績を上げている。
伝承として伝えられている「禁断の島」への航路に関する情報をルビィから聞き出すべくセリィ島に向かったが、島の近海で謎の船影に船を撃沈され、皮肉にも目的地であるセリィ島に漂着、そこでラクレと運命の出会いを果たす。
ナイフ二刀流による接近戦を得手とする前衛型で、実戦では高い回避力を生かして敵陣に斬り込む。
非常に豪快かつ懐の広い性格で、目前の危機を笑い飛ばす度胸、見事に切り抜ける腕と運を併せ持つ好漢。

ラクレ（水野暁子）
ヒューリンのメイジ⇒ソーサラー/サモナー⇒セージ。14歳。
伝説の女海賊キャプテン・ルビィの一人娘。ルビィが晩年を過ごしたセリィ島で育ったが、その出自故に村人からは疎外され、母が残した豪邸で一人暮らししつつ、海岸で拾った貝殻をアクセサリーに加工して売っていた（曰く「母の遺産は残しておきたいので」）。孤独に過ごしていた分本に没頭しており、そのためか4人の中では一番頭が切れる。
ルビィから莫大な財産を受け継いでおり、その一つがピジョンブラッドであった。
メイジ/サモナーのクラスを持つが、リプレイ上では純然たる一般人であり、彼女のスキルはピジョンブラッドの能力として演出されている。これはプレイヤーの水野の提案によるもの。
実戦においては《サモン・○○》系魔法による広範囲攻撃と範囲防御を担当。なお、キャラクターメイキング段階でセージからメイジに転職しており、1話で《ブレイクアトリビュート》、3話で《トリビアリスト》を取得している。
彼女の正体は、14年前に物質界に漂着したピジョンブラッド乗員の唯一の生き残りである。ポイズン及びミーヴァル号との戦いの後の時期にピジョンブラッドを発見したルビィは、死屍累々の船内で瀕死の赤子を見つけ、マジックアイテムを用いて自身の血と生命力を分け与え、「ラクレ」と名付けて自身の養女としたのだ。
被っている帽子は元々ルビィがREDに贈った物で、ラクレがRED海賊団加入時に服を新調した際にREDから譲られた。

”大鴉”ネヴィン（しのとうこ）
ドゥアン（オルニス）のウォーリア⇒ウォーロード/アルケミスト。25歳。RED海賊団の一員で狙撃手。
かつて半海賊半傭兵の一団を率いていたが、ある時REDと衝突して決闘となり敗北。部下は全て逃亡し、自身は「敗者が勝者の配下になる」との約定に従ってRED海賊団に加わった。寡黙で冷徹な性格と、狙撃手としての高い実力から「大鴉」の他「漆黒の死神」「隻眼の戦女神」など様々な二つ名を持つ。ヴァンスターの独立部隊「天空兵団」に属していたという噂もあるが定かではない。
過去の戦いの傷で全身の半分を機械化しており、攻防共に高い能力を持つ。また、とにかく強い敵と戦えればいい、という戦闘バカの一面があり、航海中にも「プライズより敵がいい」と言ってのけるほど。
戦闘では遠距離からの射撃攻撃を担当。単体への爆発力は随一であり、単純な攻撃力ならREDより上。

ゼニーナ・シュセンドルフ（中村やにお）
ヴァーナ（アウリク）のアコライト⇒プリースト/シャーマン。18歳。RED海賊団の衛生兵兼経理係。
現在はヴァンスターの大陸側領土の一部になっている旧シュセンディーナ王国の第1王女。シュセンディーナがヴァンスターの侵攻で滅亡した後キルディア共和国に亡命し、シャーマンとなった。その力をもって悪党相手の賭場荒らしや詐欺などで金品を巻き上げては実家である旧王家に仕送りしていたが、巻き上げられた相手の追手の前に窮地に立たされたところをREDに救われ、以後行動を共にする。
戦闘では呪歌や呪力を用いての支援・回復を担当。
名前は、かつて中村や田中が参加し、矢野俊策（田中と共に『2E』基本ルールブック・上級ルールブックのディベロッパーを担当した）がGMを務めた『アリアンロッド』（ルール第一版）のプライベート・セッションに登場したNPCの名前から取られている。

精霊船ピジョンブラッド
NPCであるが、便宜上本項で記述する。
キャプテン・ルビィが残した遺産の一つである帆船（ガレオン船）と魔術船のハイブリッド船。リプレイではラクレのスキルの演出として扱われる。
厳密にはガレオン船の一室に据えられている真紅の宝玉がピジョンブラッド本体である。その正体はルビィと契約を交わした精霊で、「禁断の島」を目指すルビィの水先案内人として活躍したが、ルビィが七海邪との戦いでそれまでの船を失った際に持ち出され、新造船に移し替えられてセリィ島の洞窟に隠されていた。
ルビィの娘であるラクレと精神的にリンクすることで、自律航行や攻撃を行う。従ってラクレに何らかのアクシデントが生じた場合、その能力は通常のガレオン船と同程度に落ちる。
正体は幽界に浮かぶ神喚者たちの島「アヴァロン」と物質界の行き来を行う「万能帆船」の一隻。

ドク
NPCであるが、便宜上本項で記述する。
フィルボルの老人。RED海賊団の船医。GMの提案によりギルドサポート《薬剤師》をNPC化した。
セリィ島沖でRED海賊団の船が撃沈された後、命からがらドゥルガーラに帰還。大酒飲みで、ドゥルガーラに戻った後REDの死を吹聴してはただの地図を「秘宝の地図」と称して高値で売りつけようとするなどセコいところがあるが、医者としての腕は確か。

### ノンプレイヤーキャラクター（NPC）
紹介文中で「○巻○話に登場」の記述がない者はレギュラー（もしくはセミレギュラー）NPCである。

#### セリィ島の人々
エリザ
1巻プロローグに登場。種族不明。ラクレが住む屋敷に近い海辺の村でパン屋を営む女性。
「海賊の娘」故に疎外されるラクレに唯一親しく接してくれる村人。海賊嫌いではあるが、生前のルビィが村に害を及ぼさなかったことや「親のことで子がどうこう言われる筋合いはない」という考えもあってラクレを不憫に思っており、いつか島を出て「広い世界」に出るよう勧めている。村の男衆を「肝っ玉が小さい」と喝破してのける女丈夫で、アッティラ海賊団が村を襲撃した際にも、脅されてラクレの居場所を告げようとする村人を叱りつけている。

トマス
1巻プロローグに登場。種族不明。エリザの息子。年齢は「10歳くらい」。
母に似たのか腕白小僧で、会うごとに仲間たちと「海賊女」とラクレを罵っている。しかし特に悪意があるわけではなく、アッティラ海賊団の恫喝に屈してラクレの居場所を明かしてしまった際にはすぐさま後悔の言葉を口にし、RED海賊団がアッティラ海賊団を壊滅させると、これまでの態度からラクレへの謝罪を逡巡する村人の中で真っ先に謝っている。

#### ドゥルガーラの人々
ライラ・トルバイン
1巻1話に登場。ヴァーナ（アウリク）。ドゥルガーラの海運業兼商社「トルバイン海運商会」の会長。26歳。『エリンディル西方ガイド』の公式NPC。
数年前に父の跡を継いでトルバイン商会の会長に就任した。才気煥発な性格で、新航路の開拓や商船の新規発注などに余念がないが、若くして老舗を背負うが故に気負いがちで、老獪さに欠けるところがある。そのため同年代のREDを重用している。
セリィ島沖で沈められたRED海賊団の船にはトルバイン商会が受発注した貨物も積まれており、一度は落胆するが、アッティラ海賊団が七海邪とつながりを持っていた事実やピジョンブラッドの存在を知らされ、伝承に過ぎないはずの七海邪と「禁断の島」が実在する可能性を信じ、1年の期限付きでRED海賊団に「禁断の島」探索のための航海を許可し、全面支援を約する。

#### 神聖ヴァンスター帝国
ウォルター・クロムウェル
2巻4話に登場。名前とプロフィールは1巻1話に先行登場。種族不明。ヴァンスターの貴族にして官僚。
官僚としての活動にとどまらず、自身の商社を起こしてライバル企業を併合している。トルバイン商会も買収対象にしており、攻勢をかけている。
その正体は"傲慢の船"インディマ号の分身。ある海域に封印されていたが、ムノーに封印を解かれ復活。人間「ウォルター・クロムウェル」の姿をとって、ムノーやBLUE一派を利用し、7つある精霊の海図の破片の内4つを手にしていた。
ムノー率いる海軍部隊のドゥルガーラ軍事占領に乗じてラクレとドクを除くRED海賊団全員を逮捕。残る3つの破片を強奪し、エリンディル西方とマジェラニカ北方の中間の海域で、禁断の島のある幽界に向かう門を開く儀式を行うが、ラクレによって解放されたRED達や、ヴァンスター、メーナームヤイ、マジェラニカ（サムドラ）の3ヶ国連合海軍＋オトハの攻撃を受け、開いた門の向こう―幽界側の海域に逃走。インディマ号の正体を現し、他の七海邪の力を吸収してRED海賊団に襲いかかるが、最後はREDの二丁短剣（ルール状はスキル《ビースティング》）の前に霧散した。クロムウェル＝インディマ号の消滅によって七海邪は全て滅亡した。

#### メーナームヤイ王国
サララーナポーン・ナ・メーナームヤイ
1巻1話に登場。ヒューリン。エリンディル東方南岸のケムムート川下流に位置するメーナームヤイ王国の第1王女。年齢は12歳ほど通称「サラ」。
15年前に祖母に当たる先代ラーシニーとルビィが協力して討伐したはずのクロムクルー号がメーナームヤイ沖に出現し、調査船の乗組員を殺戮。さらに東部国境に妖魔を送り込み、ラーシニーを生贄にするよう要求してメーナームヤイ制圧を目指し始めた。この国難に対し、ルビィが先代ラーシニーに言い残した「再びメーナームヤイに危機が訪れたら、いつでも私を呼んで欲しい」との言伝を頼りとして、ルビィのいるエリンディル西方を目指し、1ヶ月を費やしてドゥルガーラに到達。そこでルビィの死を知るも、ルビィの一人娘・ラクレとRED海賊団の協力を取り付け、故国への帰還とクロムクルー号再討伐の旅に立つ。
同じ王女ながら奔放なところがあるゼニーナや母ラーシニーとは対照的に貞淑な性格。また非常に責任感が強く、ドゥルガーラへの旅の途中で随伴していた従者を全て失っていることもあり、一度は自らの命と引き換えにクロムクルー号を葬り去ろうと考え、ラクレに制止されたこともある。

メーナームヤイ女王（ラーシニー）
1巻1話に登場。ヒューリン。サラの母。年齢は30歳前後。夫（王配）は軍の指揮官を務める。
「ラーシニー」とはメーナームヤイの国家元首の称号で、漢字では「神聖女王」と表記する。女系継承で、代々強力な霊力を有し、国民からは神に等しい存在とされている。
先代ラーシニーの崩御後、クロムクルー号の核を封じた宝珠を継承し、自らの霊力で浄化していた。クロムクルー号が15年を費やして地上攻撃可能なまでに力を取り戻すと、体内にある宝珠を介してクロムクルー号から激しい苦痛と呪詛を受けていた。クロムクルー号の再討伐後、RED海賊団に褒賞としてルビィが残した精霊の海図の断片を与え、メーナームヤイ商人とトルバイン商会との交易に便宜を図ることを確約した。
本来はフランクな性格だが、ラーシニーという立場故に公の場では高貴に振る舞い、クロムクルー号の圧力にも毅然として耐え続けた。

#### ダイワ群島国
アオイ・オトハ
2巻2話に登場。ヒューリンのウォーロード/サムライ。『アリアンロッド・リプレイ・ブレイド』からのゲスト出演。
ホー・シェンの呪いを受けて衰弱した状態にあり、身体が徐々に黄金に変わる病に侵されていた。その状態でも刀を手にゴーレム軍団を圧倒するなど実力は健在だったが、RED海賊団と接触した辺りから急激に体調が悪化。一時は刀も持てないほどの状態に陥ったが、ホー・シェン討伐によりなんとか回復した。
なお、GMの田中は「ブレイド」GMの丹藤に対し「チョイ役で使いたい」と許可を取ったのだが、実際にはキーパーソンであった上に命の危機に瀕していた、という「我ながら酷い話」になった経緯がある。
ワダツミ
ダイワ近海を支配する巨大クジラ。島よりも大きな巨体を誇る。
ホー・シェンに息子のワダツミJr.を操られており、RED達に救出を依頼した。なお、Jr.はデータ的には「超上級」収録のエネミー「ケートス」である。

#### マジェラニカ王国サムドラ地方
クリシュナ
ヒューリン。ヴァルーナ藩王の長子。「ディスカバリーガイド」の公式NPC。
正義感が強く義理堅い性格で、文武両道に通じた優秀な少年。父王の病を治す術を求めて“大廃都”に挑み、最奥部でかつての王家に使えていたアプサラス達と邂逅。霊薬と引き換えに彼女らを縛る古き盟約を破壊することを約したが、霊薬より先に盟約の証たる石碑を破壊することを選択して失敗、それ以来アンジュによって癒しの眠りにつかされていた。
その後、遺跡を訪れたRED達によって解放され、ヴァルーナへ帰還。現在もラーム四世をよく支えている。

”長き髪の”アンジュ
“大廃都”を守る水妖精「アプサラス」達の長。
滅亡した旧王家との間に都を守るという盟約を交わしており、現在でも一族ごと縛られている。ラーム四世を治す方法を求めて訪れたクリシュナと語り合い、その過程で彼に思慕を寄せている。
クリシュナによる解放は失敗したものの、半年後に精霊の海図を求めて現れたRED達によって石碑が破壊されたことにより、盟約から解放された。

ラーム4世
ヒューリン。“常若王”ナレシュの仲間であった“眠りの”ニドラの子孫で、当代の藩王であり、善政を敷く賢王として知られている。「パーフェクト・ワールドガイド」の公式NPC。
20年に渡りヴァルーナを精力的に治めており、先代までと比べても経済の活性化や治安の回復など、目覚ましい功績を持つ。また、早くに王妃を亡くしており、その反動か息子のクリシュナを溺愛している。
エピソードの1年前に病を患い、さらにクリシュナが行方不明となったことで消沈。その心の隙をポイズンに突かれて操られていたが、RED達によって彼女が討滅されたことで正気に戻った。
かなり豪快で懐の広い性格。

#### 海賊たち
キャプテン・ルビィ
ヒューリン。ラクレの母。故人。
かつてエリンディル西方はもちろん、東方メーナームヤイにもその名を轟かした海賊。しかしミーヴァルとの戦いで船を失い、自らも「病の呪い」を受けた。その後はセリィ島に隠棲しつつ、ピジョンブラッドを新たに設えたガレオン船に移し替え再起を期していたが、病は快癒に至らず、ラクレが14歳の誕生日を迎えた年の始めに他界した。
REDの師匠とも言える存在であり、15年前には先代ラーシニーに協力してメーナームヤイをクロムクルー号の襲撃から救い、その核を封じた宝珠を精霊の海図の断片と共に先代ラーシニーに託した。
ラクレが実の娘ではなかったことについては、特に隠していたわけではなく説明するのを忘れており、結局そのまま死亡したというのが真相。幽界でラクレと再会した際に本人の口からその事実が判明した。
BLUE（ブルー）
ヴァーナ（アウリル）のウォーロード/ガンスリンガー。本名は不明。
二丁拳銃の早撃ちを得手とする海賊。過去にREDと戦って苦杯をなめさせられた経験があり、以来因縁を持つ。
クロムウェルの依頼で動いており、1巻1話ではドゥルガーラ市内で最初はサラを、次いでラクレとピジョンブラッドを接収しようとREDたちを追い詰めたが取り逃がす。その後メーナームヤイを目指すピジョンブラッドを直接襲撃したが、奇襲に失敗した上にネヴィンの一撃を喰らい、撤退の憂き目を見た。
2巻3話でようやくの直接対決となったが、決着後に明かされた因縁というのは単なる意地の張り合いだったことが発覚した（女絡みや船の損害など）。
REDのプレイヤーである遠藤が「REDのライバル」という設定でGMに作成してもらったNPC。
エリス
ヒューリンのスカウト/アルケミスト。
ジャック・マローダーの配下になっていた狙撃手「ピンポイント・ダディ」の娘で、彼に引導を渡したネヴィンを仇と狙っている。
元々は1巻1話のクライマックスに登場したソロエネミー「エリートスナイパー」で、中村が即興で略称をつけただけだった。が、そのエピソードでキャラが立ったため、2巻でBLUEの相方として再登場することとなった。
キャラウェイ
1巻1話に登場。ヒューリンのバイキング。『エリンディル西方ガイド』の公式NPC。
ドゥルガーラ近郊の洞窟にアジトを構え、略奪行為を行なっている。その対象はドゥルガーラが服属するヴァンスターの艦船も例外ではない。
かつて七海邪の1隻と遭遇し、危険と隣り合わせの生き方を好む彼をして「手も足も出なかった」と言わしめた。その後七海邪について調査を行い、7隻中3隻の存在と、その内の1隻・クロムクルー号の船長だったジャック・マローダーが15年前にルビィによって討たれた事実を突き止めた。その情報は旧知のネヴィンに伝えられることになる。

#### 七海邪の契約者とその配下
“殺戮者”ジャック・マローダー
1巻1話に登場。ヒューリンのウォーロード/モンク。1話のラスボス。
"憎悪の船"クロムクルー号と契約した男で、元は“殺戮者”の異名で知られた恐るべき海賊。殺しの技術には絶対の自信を持っていたが、老い衰えたことで狂気に走り、クロムクルー号に呼ばれた経緯を持つ。隷属と引き換えに不老不死の体を得ており、15年前にルビィに倒された後も海底で執念を燃やしていた。
両手に装着したカギヅメによる白兵戦を得意とする前衛型で、また相手の命を握りつぶすという特異な技を使う。
優秀な者は高級で雇うというポリシーを持っている。そのため、復活して間もなくの時点でどうも船員募集をかけたらしく、ピンポイント・ダディや後述のミセス・クーデグラはその時の加入者。

アッティラ
1巻プロローグ・1話に登場。ドゥアン（セラトス）のウォーロード。プロローグのラスボス。
エリンディル西方沿岸で活動する「アッティラ海賊団」の船長。残忍にして強欲な性格を七海邪に買われ、その下で行動していた。
RED同様ルビィがセリィ島にいるとの情報を得ており、上陸と同時に島唯一の村を電撃戦で占領。エリザに暴行を加えてトマスにピジョンブラッドが隠されている洞窟の所在を自白させ、部下たちにピジョンブラッドの強奪を命じたが失敗。部下たちも起動したピジョンブラッドとRED海賊団の前に全滅し、一人クロムクルー号に逃れたが、その場でジャック・マローダーに処刑された。

ミセス・クーデグラ
1巻1話に登場。ヒューリンのサモナー。
ジャック・マローダーの配下。「マカブル」という名のブルドッグをファミリアにしており、戦闘では力尽きた者にトドメを刺す役割を持つ。
明るく調子のいい性格だが、本性は激情家で短気。
フリーアクションでの「とどめの一撃」以外は攻撃せず、通常は《司令塔》で味方の達成値を有利にするというスタンスを持っており、そのため1話のクライマックスでは、気息奄々のRED（この時点での残りHPは10、フェイトもアイテムの回数も尽きており、狙えばほぼ確実に倒せた）が射程内にいたにも拘わらず攻撃できなかった。

“黄金提督”ホー・シェン
2巻2話に登場。2話のラスボス。ヒューリンのプリースト/セージ。
“虚栄の船”ブレーグの契約者。ゴーレムの担ぐ輿に乗っている肥満体で、極度の面倒臭がり。ワダツミの息子を魔術で従えている他、ゴーレム軍団を使用した軍略を得意とする。
ウォーロードのスキルをも使いこなす武闘派でもあり、本気を出すと全身の脂肪がエネルギーに転換されて通常の体躯となる。また、一定以下のダメージを全て無効にするという防御能力を備えているが、その反面最大HPが1しかないという虚弱っぷりを持つ。

“毒姫”ポイズン
2巻3話に登場。3話のラスボス。ヒューリンのソーサラー。
“猜疑の船”ミーヴァルの契約者。当初は「ミーヴ」と名乗ってヴァルーナ王宮に入り込んでおり、ラーム四世や大臣たちを籠絡、“大廃都”にある「アガスティヤの果実」を探させていた。
二つ名のごとく猛毒を操る魔術師。また、潜入中は「バイパーズネスト」と言う私兵を抱えており、反対者の抹殺を行っていた。

ワルゲス・ムノー伯爵
2巻4話に登場。ヒューリン。
“傲慢の船”インディマの契約者。封じられていたインディマを偶然から解放し、その力によって欲望をかなえ続けてきた。結果増長し、神具を手にして世界を支配する、という欲望に取り付かれた。
だが実態はクロムウェルの操り人形でしかなく、幽界を目前にして抹殺された。

## 用語
禁断の島
「偉大な王」と呼ばれる人物が、「百年と一日の契約」を終えて「眠りについた」際、その遺産を隠したとされる島。エリンディル西方の船乗りの間ではお伽話として有名だが、ルビィはピジョンブラッドと精霊の海図の断片を得たことでその実在を確信していたようだ。
実は幽界に存在する島であり、地上を支配した王が、携えていた神具と共に眠っている墓所。
精霊の海図
禁断の島の位置を示す水晶板の地図。複数の六角形型の断片に分割されて世界中に散らばっており、その一つがルビィからメーナームヤイ王室に預けられていた。
ピジョンブラッドにセットすると、エリンディル大陸を中心とするエリン全世界の地図が立体映像として投影される。精度は1枚だけでも人間の感覚ではかなり高度だが、断片が増えるごとに高くなり、ピジョンブラッド曰く「断片が全て揃うと禁断の島への道が開かれるはず」。
正体は「禁断の島」に至るための鍵であり、それらをすべてそろえた上で、然るべき時と場所において儀式を行うことで、幽界へ入ることができる。ただ、そこから先の「禁断の島」へ至るのは自力となる。
朱雀石・白虎石・玄武石・青龍石
ダイワ群島国に眠る海図の欠片。
アガスティヤの果実
マジェラニカに眠る海図の欠片。
七海邪
船乗りたちに伝わる伝承に登場する悪鬼。
その正体は「偉大な王」の子である7人の王子・王女が「禁断の島」に眠る王の遺産を求めて争った末、その妄執を宿して邪悪化した7隻の海賊船。
それぞれが七大邪神の名を冠しており、契約者を隷属させる代わりに不老不死の体を与える。また、船はあらゆる攻撃を無効化する霧の結界を纏っている。
リプレイに登場したのは“憎悪の船”クロムクルー（1巻1話）、“虚栄の船”ブレーグ（2巻2話）、“猜疑の船”ミーヴァル（2巻3話）、“傲慢の船”インディマ（2巻4話）。1巻プロローグでREDの船を沈めたのはインディマ号である。
なお、七海邪の存在の真偽については、エリンディル西方では意見が割れているが、エリンディル東方諸国では、サラやラーシニー、オトハといった政府首脳の発言から、現実の脅威として認識されていることがうかがえる。
セリィ島
1巻プロローグに登場。エリンディル西方の「鱈の海」に浮かぶ孤島。パリス同盟の領海内に位置するが、作中では同盟中央や構成国の権力が及んでいる事を示す描写はない。
ルビィが晩年を過ごした地であり、沿岸の洞窟の一つにピジョンブラッドが隠されていた。
魔術船
魔術を推進力とする船。精霊の属性によって推進機関が異なり、火属性なら内燃・外燃機関、水属性なら水流噴射となる。
他の船に比べて小型化が容易であるが、機械船に匹敵するコストの高さが難。
万能帆船
アヴァロンと物質界を行き来する船。本来は神喚者たちを次元回廊へと送り込む移送手段であり、また在野の神喚者たちの送迎にも使われている。
ピジョンブラッドは本来この一隻であり、“白き霧の船”同様「キャプテン」と呼ばれる人物一人で動かせるようになっている（こちらの場合は現在ラクレが該当）。
迦楼羅の翼
1巻1話に登場。メーナームヤイ王室に伝わる秘宝で、転送石の一種。
高度な物質転移能力を持ち、魔術的転移が遮られる「無限の砂漠」（イフォラハガル砂漠）でもある程度の距離は瞬間移動が可能だが、使用にはメーナームヤイ王家に連なる人間の生命力を必要とし、また一度使用すると冷却期間が必要。
サラ一行はルビィの救援を求めるべく、この石を使って通常なら数ヶ月（1巻1話のピジョンブラッドの航海の場合約1ヶ月半）を要するエリンディル西方への旅に出たが、「無限の砂漠」縦断の犠牲は大きく、ドゥルガーラに到着した時、生き残っていたのはサラ一人であった。
大廃都

## 作品一覧
- アリアンロッド・リプレイ・キャプテンRED1 RED海賊団、出航! ISBN 978-4-8291-4686-6
- アリアンロッド・リプレイ・キャプテンRED2 世界の彼方の海 ISBN 978-4-8291-4710-8

## 関連サプリメント
- アリアンロッドRPG 2E ディスカバリーガイド ISBN 978-4-8291-7718-1